# Amou (fromage)
Pour les articles homonymes, voir Amou (homonymie).
 (novembre 2017).
Si vous disposez d'ouvrages ou d'articles de référence ou si vous connaissez des sites web de qualité traitant du thème abordé ici, merci de compléter l'article en donnant les références utiles à sa vérifiabilité et en les liant à la section « Notes et références ».
L'Amou est un fromage de brebis, de Gascogne, fabriqué à Amou, dans le département français des Landes.

## Présentation
Sa pâte est pressée et non cuite, et il présente une matière grasse de 45 %.
Il fait l'objet d'un affinage en cave, humide de préférence, pendant 8 à 10 semaines.
Sa croute est mince, dorée, et sa pâte ferme, assez homogène.
À accompagner d'un vin blanc sec, ou d'un rosé de Gascogne.
Saison favorable : printemps, été.